# John Howard Lawson
John Howard Lawson (* 25. September 1894 in New York; † 11. August 1977 in San Francisco, Kalifornien) war ein amerikanischer Dramatiker und Drehbuchautor.

## Leben
Nach einem Studium am Williams College entwickelte sich Lawson zu einem der einflussreichsten Dramatiker der 1920er und 1930er Jahre. Er war der erste Präsident der Screen Writers Guild, einer Vorgängerorganisation der Writers Guild of America. Zwischen 1928 und 1947 arbeitete er als Drehbuchautor in Hollywood. Für Blockade wurde er 1939 für den Oscar nominiert.
Nach den frühen expressionistischen Stücken Roger Bloomer und Processional schrieb er Stücke, die seine marxistische Überzeugung zeigten. Er gehörte zu den Hollywood Ten und verbüßte 1950–51 eine einjährige Gefängnisstrafe, da er unter Berufung auf den ersten Zusatzartikel der US-Verfassung die Aussage vor dem Komitee für unamerikanische Umtriebe verweigerte. Nach seiner Entlassung konnte er nur noch unter Pseudonym für die Filmindustrie tätig sein.

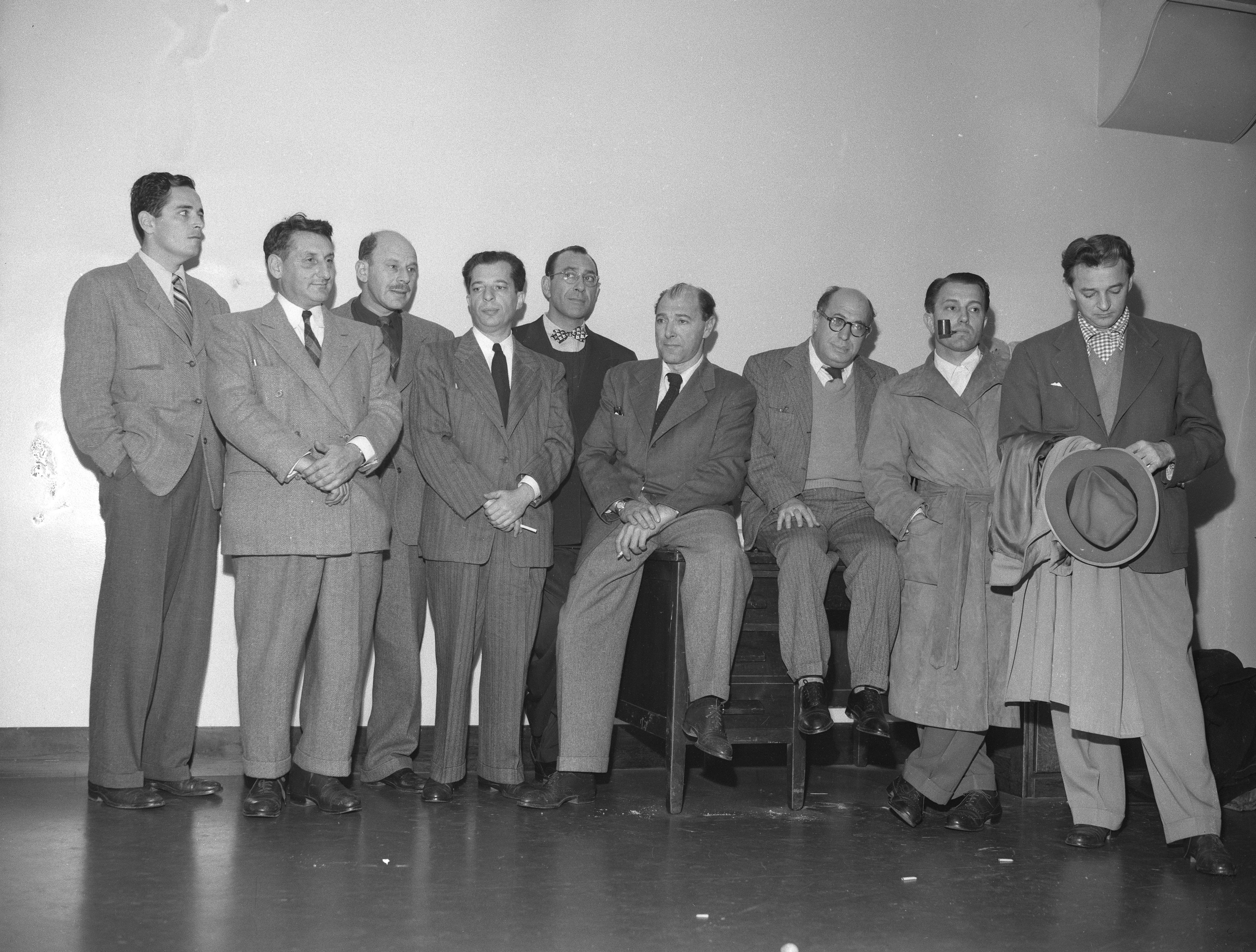
Neun der Hollywood Ten
John Lawson (2.v.l.)

 Er unterrichtete an verschiedenen Universitäten und verfasste filmtheoretische Arbeiten, darunter das 1953 veröffentlichte Buch Film in the Battles of Idea.

## Filmografie (Auswahl)
- 1929: Dynamit (Dynamite)
- 1934: Die Schatzinsel (Treasure Island)
- 1935: Party Wire
- 1938: Blockade
- 1938: Algiers
- 1939: Musik fürs Leben (They Shall Have Music)
- 1943: Sahara
- 1943: Einsatz im Nordatlantik (Action in the North Atlantic)
- 1947: Smash-Up: The Story of a Woman

## Werke (Auswahl)
- Roger Bloomer (1923)
- Processional (1925)
- Loud speaker (1927)
- The international (1927)
- Success story (1932)
- Gentlewoman (1934)
- Marching song (1937)